# ناحیه بروس، شهرستان ماکومب، میشیگان
ناحیه بروس (به انگلیسی: Bruce Township) یک منطقهٔ مسکونی در ایالات متحده آمریکا است که در شهرستان مکم، میشیگان واقع شده‌است.
 ناحیه بروس ۹۴٫۸ کیلومتر مربع مساحت و ۸٬۱۵۸ نفر جمعیت دارد و ۲۵۱ متر بالاتر از سطح دریا واقع شده‌است.